# Antimus z Brantôme
Svatý Antimus z Brantôme († 11. století) byl francouzský byl benediktinský mnich a opat.

## Život
Jeho jméno a informace o jeho životě nejsou moc jisté, avšak v díle Gallia Christiana je zařazen mezi první opaty v Brantôme.
Podle tradice bylo opatství založeno roku 769 císařem Karlem Velikým a nechal zde uložit ostatky svatého Sicaria. Antimus zemřel okolo roku 800. Jeho svátek byl v opatství připomínán 11. ledna a poté následovala oslava jeho přenesení ostatků (1. prosinec). Jeho ostatky byly uchovávány v klášterním kostele, avšak během Velké francouzské revoluce byly ztraceny.